# Góry (Płock)
Góry – jednostka pomocnicza gminy (osiedle) oraz część miasta Płocka.
Powierzchnia osiedla to 8,72 km². W Górach mieszka 1680 osób. 

## Historia
Do 1954 należały do gminy Łąck w powiecie gostynińskim. W Królestwie Polskim przynależały do guberni warszawskiej, a w okresie międzywojennym do woj. warszawskiego. Tam, 20 października 1933 weszły w skład nowo utworzonej gromady Góry w granicach gminy Łąck, składającej się z wsi, folwarkuu, parceli i cegielni Góry.
Podczas II wojny światowej włączona do III Rzeszy. Po wojnie ponownie w Polsce.
W związku z reorganizacją administracji wiejskiej (zniesienie gmin) jesienią weszły w skład nowo utworzonej gromady Ciechomice w powiecie gostynińskim, a po jej zniesieniu 1 stycznia 1969 – do gromady Łąck. Tam przetrwały do końca 1972 roku, czyli do kolejnej reformy gminnej.
1 stycznia 1973, w związku z kolejną reformą administracyjną (odtworzenie gmin i zniesienie gromad i osiedli) Góry weszły w skład reaktywowanej gminy Łąck w powiecie gostynińskim. W latach 1975–1996 miejscowość administracyjnie należała do województwa płockiego. 1 stycznia 1997 Góry włączono do Płocka.

## Ważniejsze obiekty
- parafia św. Maksymiliana Kolbe
- Szkoła Podstawowa nr 15 im. św. Franciszka z Asyżu
- Zespół Szkół im. Leokadii Bergerowej

## Komunikacja
ul. Kutnowska – dojazd autobusami linii: 7 oraz w okresie wakacyjnym 43.

## Ludność
| Rok     | 2000 | 2004 | 2005 | 2009 |
| Ludność | 1320 | 1550 | 1540 | 1680 |